# Bróm-jódmetán
A bróm-jódmetán folyékony szerves vegyület, a metán halogénezett származéka. Kloroformban jól oldódik.
Kritikus pontja 367,85 °C és 6,3 MPa, törésmutatója 1,6382 (20 °C, D).

## Fordítás
Ez a szócikk részben vagy egészben a Bromoiodomethane című angol Wikipédia-szócikk ezen változatának fordításán alapul.  Az eredeti cikk szerkesztőit annak laptörténete sorolja fel. Ez a jelzés csupán a megfogalmazás eredetét és a szerzői jogokat jelzi, nem szolgál a cikkben szereplő információk forrásmegjelöléseként.